# Todos Osmachka
Todos Osmachka, nombre de nacimiento Teodosiy Stepanovych Osmachka, (Kutsivka, 15 de mayo de 1888 - Brentwood, 7 de septiembre de 1962) fue un escritor y poeta ucraniano. Representante del simbolismo, expresionismo y neorromanticismo. Fue miembro de las asociaciones de escritores Asociación de Escritores (Aspis) y «Lanka» (MARS) y traductor de las obras de Shakespeare. Osmachka criticó la ideología comunista y la intelectualidad que cooperó con las autoridades del gobierno de Moscú, por lo que fue perseguido por el régimen soviético.

## Juventud y educación
Todos Osmachka nació el 15 de mayo de 1888 en el pueblo de Kutsivka, ahora distrito de Smilyanski, Cherkasy (entonces condado de Cherkasy de la provincia de Kiev) en la familia de un trabajador rural, Stepan, quien trabajaba en la finca del terrateniente Tereshchenko, y luego ganó por sí solo la profesión y la fama de un buen veterinario. Todos los hijos de la familia recibieron educación secundaria, no obstante, Osmachka decidió perseguir una educación superior por su cuenta. En 1925 se graduó en el Instituto de Educación Pública de Kiev.

## Carrera
En 1916, Osmachka fue reclutado en las filas del ejército ruso para participar en la Primera Guerra Mundial .
La carrera laboral de Osmachka comenzó enseñando en escuelas populares. Al mismo tiempo, comenzó a escribir. Durante la Primera Guerra Mundial, por su poema Pensamientos del soldado, fue sometido a un tribunal militar y político en Rusia. Sin embargo, la revolución de octubre cambió la situación política y no fue acusado.
A partir de 1920, fue instructor para la formación de trabajadores de la educación en Kremenchuk.

## Actividad literaria
La participación de Osmachka en la vida literaria comenzó durante sus años de estudiante. Primero, fue miembro de la Asociación de Escritores (ASPIS), encabezada por Mikola Zerov, y luego «Lanka» (MARS), que incluía a Hrihori Kosinka (el amigo más cercano de Osmachka), Boris Antonenko-Davidovich, Yevhen Pluzhnik, Valerian Pidmohilni y Maria Halich.
La primera colección de poemas de Osmachka, Krucha, se publicó en 1922. El historiador Serhi Yefremov, en Historia de la literatura ucraniana, lo destacó por la profundidad de las imágenes, la brillante lengua vernácula y el estilo de pensamiento épico. En 1925, se publicó el segundo libro de poemas, Fuegos escitas, dedicado a la estepa ucraniana.
El último libro de Osmachka, que se imprimió en la Ucrania soviética, fue la colección Klekit (Kiev, 1929). Se imprimió en medio de los preparativos para el juicio contra la intelectualidad ucraniana, la Unión para la Liberación de Ucrania, cuando la prensa soviética reprimió la libertad de creación individual. Las persecuciones ideológicas de la década de 1930, conocidas como el Renacimiento fusilado, ya se habían llevado a los primeros amigos cercanos del poeta: Hrihori Kosinka, Dmitro Falkivski y Valerian Pidmohilni.

## Persecución por las autoridades soviéticas
Una ola de denuncias en forma de artículos literarios y críticos tildó a Osmachka de «enemigo del pueblo». Escapando de la represión, Osmachka se dirigió a Podolie, con la intención de cruzar ilegalmente la frontera polaca. Fue arrestado y enviado con escolta a Sverdlovsk, pero Osmachka escapó en el camino y se dirigió nuevamente a Podollie con la misma intención. La segunda vez fue enviado a prisión por cargos de espionaje.
Esperando la muerte, Osmachka tomó la última decisión: luchar, pero «no como un medio de fuerza, sino como un medio de debilidad», por lo que fingió locura. Fue trasladado a un hospital psiquiátrico en Kiev. Luego, fue puesto en libertad, pero fue arrestado nuevamente. Después de otra serie de convulsiones simuladas, Osmachka fue liberado de nuevo. Después de eso, Osmachka comenzó a esconderse donde podía: en casas de amigos, cabañas, en granjas aisladas y pueblos donde no era muy conocido, a veces incluso en su pueblo natal. Decidió mudarse a Leópolis después de que comenzara la ocupación alemana de Ucrania.

## Período en Leópolis
En 1942, Osmachka llegó a Leópolis con una novela en verso inacabada, El poeta. Allí se incorporó a la vida literaria de la ciudad, pero el encarcelamiento y la tortura dejaron una huella en su vida. Osmachka se volvió sospechoso, desconfiado, retraído y temeroso del Comisariado del Pueblo para Asuntos Internos (NKVD), lo que le dificultaba comunicarse con la gente.
En Leópolis, Osmachka publicó su cuarta colección de poemas, Contemporáneos (1943), que marcó una etapa cualitativamente nueva de su obra. Recibió un premio de 1500 monedas de oro por el libro.
En 1944, Osmachka escribió la historia The viejo Boyarin, el primer libro alegre, después de las imágenes aterradoras anteriores de su vida. Sin embargo, sólo un año después, el poeta volvió a sus «años malditos» en el poema El poeta, lleno de impresiones personales y experiencias de represión.

## La emigración
Hacia fines de 1944, Todos Osmachka, como Ulas Samchuk y muchos otros escritores, se vio obligado a emigrar a Occidente. Al principio, se instaló en Alemania. Junto con Ulas Samchuk, Osmachka participó en el desarrollo de una nueva organización literaria de emigrantes MUR (Movimiento de Arte Ucraniano). En 1953 se publicó el poemario Ramos del tiempo, que recogía poemas de 1943-1948. En la emigración, el talento de Osmachka se reveló con nueva fuerza en sus tres obras en prosa: The viejo Boyarin (1946), Plan al patio (1951) y Rotunda de asesinos de almas (1956). La obra poética de la vida quedó resumida en el libro Desde debajo del mundo (1954).
En los viajes de Osmachka alrededor del mundo, nunca se detuvo, perseguido por el miedo a las represalias contra él por parte de los agentes de la KGB. Habiéndose mudado de Alemania a los EE. UU., Osmachka quería centrarse en asuntos creativos. A menudo hablaba frente a las comunidades ucranianas, pero el miedo y la sospecha lo hicieron abandonar su lugar nuevamente y mudarse de un país a otro.
Osmachka se mudó de Alemania a los Estados Unidos, vivió un tiempo en Canadá, visitó Francia y viajó por Yugoslavia. El 6 de julio de 1961, en una de las calles de Múnich, cayó bajo un ataque de parálisis nerviosa. Gracias a los esfuerzos de sus amigos, fue enviado a los Estados Unidos y recibió tratamiento en el Pilgrim State Hospital cerca de Nueva York. Pero el 7 de septiembre de 1962, a los 67 años, murió Todos Osmachka. Fue enterrado en el cementerio ortodoxo de St. Andrew, South Bound Brook, Nueva Jersey.

## Estilo
El trabajo de Osmachka estuvo significativamente influenciado por el simbolismo y el expresionismo. La influencia del neorromanticismo se nota en las colecciones de poesía tardía. En sus obras, Osmachka prestó especial atención a las tradiciones populares y la etnografía de Ucrania.

## Reconocimientos
- En Cherkasy, uno de los callejones lleva el nombre de Todos Osmachka.
- En su pueblo natal, una de las calles lleva el nombre de Osmachka, y también se ha instalado una placa conmemorativa.
- Se fundó la fundación benéfica «Todos Osmachka».
- En 2004 se representó en el Teatro Joven de Kiev la obra Día de los espíritus, basada en las obras de Todos Osmachka.
- En 2005, Mijailo Slaboshpitski publicó la novela biográfica Poeta del infierno (Todos Osmachka), por la que recibió el Premio Nacional Shevchenko .
- En 2013 se instituyó el Premio Literario Todos Osmachka.